# ألفين روث

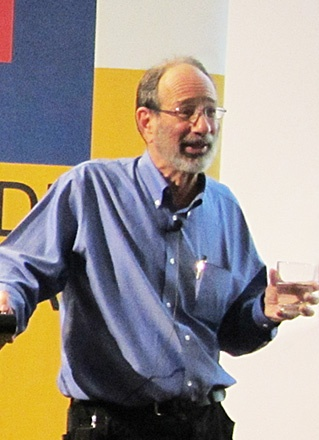
روث في محاضرة سيدني للأفكار 2012

ألفين اليوت روث(18ديسمبر 1951) .أستاذ الاقتصاد بجامعتى هارفارد وسترادفورد. له الكثير من الإسهامات في نظرية الألعاب وتصميم السوق والاقتصاد التجريبى وهو معروف باسهاماته في تطبيق النظريات الاقتصادية لحل مشكلات العالم الحقيقية. حصل على جائزة نوبل عام 2012 بالاشتراك مع لويد شابلى وذلك عن نظرية استقرار التوزيع للموارد الاقتصادية وممارسة تصميم السوق.

## روابط خارجية
- ألفين روث على موقع الموسوعة البريطانية (الإنجليزية)
- ألفين روث على موقع مونزينجر (الألمانية)